# Alessandro Petacchi
Alessandro Petacchi (La Spezia, 3 de enero de 1974) es un ciclista italiano, conocido como Mister sprint y Ale Jet por su dominio durante varios años en esa especialidad.
Es uno de los únicos cuatro corredores que han logrado la victoria en la clasificación por puntos de las tres grandes vueltas, al obtener la del Giro de Italia en 2004, la de la Vuelta a España en 2005 y la del Tour de Francia en 2010.

## Biografía
Profesional desde 1996, cuando debutó con el desaparecido equipo Scrigno. Su primer triunfo fue en la temporada 1998, en una etapa de la Vuelta a Malasia; pero es a partir de 2003 cuando sucede a Mario Cipollini en el "reinado" de los sprints, al vencer 15 etapas entre las tres grandes vueltas.
Sus principales logros son una victoria en la Milán-San Remo en 2005, y un buen número de etapas en Tour de Francia (6), Vuelta a España (20) y sobre todo Giro de Italia, donde ha logrado 21 triunfos parciales en tres ediciones, nueve de ellos en 2004. 
Aunque el gran objetivo de Petacchi para el año 2005 era el Campeonato del Mundo de ciclismo que se disputó en Madrid en septiembre, no logró llegar bien colocado al sprint final.
Junto a Robbie McEwen, Tom Boonen y Mark Cavendish es el mejor esprínter de los últimos años.
A principios del mes de mayo de 2008, fue sancionado con 1 año por dopaje en el Giro de Italia 2007, anulando sus resultados en ese Giro, incluyendo 5 etapas, y todos los logrados desde el 31 de octubre de 2007. No pudo correr hasta el 1 de agosto de 2008, ya que se le contabilizaron los 2 meses que estuvo sancionado después del Giro.
Tras cumplir su sanción regresó en el equipo LPR Brakes, donde corría también Danilo Di Luca. Petacchi ganó dos etapas en el Giro de Italia 2009, en una temporada marcada para el equipo por los positivos de Di Luca y Bosisio.
El 1 de septiembre se hizo oficial que Petacchi correría en 2010 con el equipo Lampre-Farnese Vini, regresando así a un equipo ProTour.
El 23 de abril de 2013 anunció su retirada tras 18 temporada como profesional con 39 años de edad. Sin embargo se retractó de sus palabras y el 1 de agosto fichó por el conjunto Omega Pharma-Quick Step con el fin de ayudar a Mark Cavendish en los sprints. Luego de esa temporada fichó por el equipo italiano Southeast.
Finalmente se retiró del ciclismo profesional el 13 de junio de 2015.
En agosto de 2019, la UCI lo sancionó dos años por violar las normas antidopaje y le retiró todos los resultados obtenidos en los años 2012 y 2013.

## Palmarés
| 1998 - 1 etapa del Tour de Langkawi 2000 - 2 etapas del Tour de Luxemburgo - 2 etapas de la Ruta del Sur - 1 etapa del Regio-Tour - 2 etapas de la Vuelta a España - Giro de la Provincia de Lucca, más 2 etapas 2001 - 1 etapa de la Settimana Coppi e Bartali - 2 etapas de la Settimana Ciclistica Lombarda - 1 etapa de la Bicicleta Vasca - 1 etapa del Tour de Polonia 2002 - 1 etapa del Tour del Mediterráneo - 3 etapas de la Vuelta a la Comunidad Valenciana - 2 etapas de la París-Niza - 3 etapas de la Settimana Coppi e Bartali - 1 etapa del Regio-Tour - 1 etapa de la Vuelta a los Países Bajos - 1 etapa de la Vuelta a España 2003 - Trofeo Luis Puig - 1 etapa de la Vuelta a la Comunidad Valenciana - 1 etapa de la París-Niza - 3 etapas de la Vuelta a Aragón - 6 etapas del Giro de Italia - 4 etapas del Tour de Francia - Dwars door Gendringen - 2 etapas de la Vuelta a los Países Bajos - 5 etapas de la Vuelta a España 2004 - Giro de la Provincia de Lucca, más 2 etapas - 3 etapas de la Tirreno-Adriático - 2 etapas de la Vuelta a Aragón - 9 etapas del Giro de Italia, clasificación por puntos y Premio de la Combatividad - 1 etapa de la Vuelta a los Países Bajos - 4 etapas de la Vuelta a España 2005 - Gran Premio Costa de los Etruscos - 2 etapas de la Vuelta a Andalucía - Trofeo Luis Puig - Vuelta a la Comunidad Valenciana, más 3 etapas - 3 etapas de Tirreno-Adriático - Milán-San Remo - 2 etapas de la Vuelta a Aragón - 4 etapas del Giro de Italia - 2 etapas del Tour de Romandía - 5 etapas de la Vuelta a España, más clasificación por puntos | 2006 - 2 etapas de la Vuelta a Andalucía - 2 etapas de la Vuelta a la Comunidad Valenciana - Gran Premio Costa de los Etruscos - Giro de la Provincia de Lucca - 1 etapa de la Tirreno-Adriático - Vuelta a la Baja Sajonia, más 5 etapas 2007 - Gran Premio Costa de los Etruscos - Vuelta al Algarve, más 3 etapas - 1 etapa de la Vuelta a la Comunidad Valenciana - Vuelta a la Baja Sajonia, más 3 etapas - 1 etapa del Regio-Tour - 2 etapas de la Vuelta a España - París-Tours 2008 - 3 etapas de la Vuelta a Gran Bretaña - Gran Premio Ciudad de Misano Adriático - G. P. Bruno Beghelli 2009 - Gran Premio Costa de los Etruscos - 1 etapa del Giro de Cerdeña - 1 etapa de la Tirreno-Adriático - 3 etapas de la Settimana Lombarda - Scheldeprijs Vlaanderen - Giro de Toscana - 2 etapa del Giro de Italia - 1 etapa del Delta Tour Zeeland 2010 - 2 etapas del Giro Reggio Calabria - Gran Premio Costa de los Etruscos - 1 etapa del Giro de Cerdeña - 1 etapa de la Vuelta a Suiza - 2 etapas del Tour de Francia, más clasificación por puntos - 1 etapa de la Vuelta a España 2011 - 1 etapa de la Volta a Cataluña - 1 etapa del Tour de Turquía - 1 etapa del Giro de Italia \| Resultados anulados desde el 1 de enero de 2012 al 31 de diciembre de 2013 \| \| -------------------------------------------------------------------------- \| \| 2012 - 3 etapas de la Vuelta a Baviera \| 2014 - Gran Premio Pino Cerami |
| Resultados anulados desde el 1 de enero de 2012 al 31 de diciembre de 2013 | |
| 2012 - 3 etapas de la Vuelta a Baviera | |

## Resultados en Grandes Vueltas y Campeonatos del Mundo
Durante su carrera deportiva consiguió los siguientes puestos en las Grandes Vueltas y en los Campeonatos del Mundo en carretera:
| Carrera         | 1996  | 1997 | 1998 | 1999 | 2000 | 2001 | 2002 | 2003  | 2004 | 2005  | 2006 | 2007  | 2008 | 2009  | 2010  | 2011  | 2012 | 2013 | 2014  | 2015 |
| --------------- | ----- | ---- | ---- | ---- | ---- | ---- | ---- | ----- | ---- | ----- | ---- | ----- | ---- | ----- | ----- | ----- | ---- | ---- | ----- | ---- |
| Giro de Italia  | -     | -    | Ab.  | 70.º | 92.º | -    | 94.º | Ab.   | 96.º | 100.º | Ab.  | DSQ.  | -    | 121.º | Ab.   | Ab.   | -    | -    | Ab.   | Ab.  |
| Tour de Francia | -     | -    | -    | -    | -    | 97.º | -    | Ab.   | Ab.  | -     | -    | -     | -    | -     | 150.º | 107.º | Ab.  | -    | 148.º | -    |
| Vuelta a España | 101.º | Ab.  | -    | -    | 77.º | -    | 94.º | 120.º | Ab.  | 89.º  | Ab.  | 127.º | -    | -     | Ab.   | 100.º | -    | -    | -     | -    |
| Mundial en Ruta | -     | -    | -    | -    | Ab.  | -    | 28º  | -     | -    | 34º   | -    | -     | -    | -     | -     | -     | -    | -    | -     | -    |

-: no participa 

Ab.: abandono

## Récords y marcas personales
Tercer ciclista en la historia —de los 3 que lo han conseguido (Miguel Poblet 1956 y Pierino Baffi 1958)— que consigue mínimo una victoria de etapa en las 3 Grandes Vueltas en un mismo año (2003: 6 etapas en el Giro y 4 etapa en el Tour y 5 etapas en la Vuelta).

## Equipos
- Scrigno-Blue Storm (1996)
- Scrigno-Gaerne (1997-1998)
- Navigare-Gaerne (1999)
- Fassa Bortolo (2000-2005)
- Team Milram (2006-2008)[7]
- LPR Brakes (2008[8] -2009)
- Lampre (2010-2013)

Lampre-Farnese Vini (2010)
Lampre-ISD (2011-2012)
Lampre-Merida (2013)
- Omega Pharma-Quick Step(2013-2014)[10]
- Southeast (2015)[11]